# Тяпинский, Василий Николаевич
Васи́лий Никола́евич Омельяно́вич Тя́пинский (западнорус. Василь Тꙗпинский, бел. Васіль Мікалаевіч Цяпінскі-Амельяновіч; 1530—1540-е, Тяпино современный Чашникский район Витебской области — около 1600, там же) — восточнославянский гуманист, писатель, книгопечатник и переводчик (на церковнославянский язык) Великого княжества Литовского и Речи Посполитой.

## Биография
Родился в семье шляхтича господарского Полоцкого повета Николая Омельяновича, родственного роду Слушек герба Остоя. Имя Василия Тяпинского вместе с братьями Жданом и Иваном-Во́йной впервые упоминается в документальных источниках 1560-х годов.
Жизненный путь Василия Тяпинского почти не освещен письменными источниками. Год рождения неизвестен. Традиционно считается, что он родился в 1540-х годах. Датированный 1578 годом портрет Тяпинского вызывает сомнения относительно своего происхождения. Нет сведений об учёбе Василия Тяпинского в иностранных университетах, что также могло бы дать основания для более точного определения даты его рождения. Как свидетельствуют найденные документы, в конце 1550-х — начале 1560-х гг. родители Василия Тяпинского были уже довольно зрелого возраста (завещание матери написано в 1563 году, отец умер раньше). Таким образом, Василий Тяпинский родился в 1530-е — начале 1540-х годов.
В 1550-х годах он самостоятельно участвовал в судебных процессах и не был младшим из сыновей во время составления завещания. В нём упоминаются ещё два сына Матроны Николаевны — Ждан и Иван Во́йна, который в начале 1560-х годов ещё нуждался в опекунстве, а также довольно взрослая дочь Марина. Новые архивные документы и исследования позволят расширить чрезвычайно скупые исторические свидетельства о жизни Тяпинского и его семейных связях.

### Происхождение
Род Тяпинских становится известным в актах Великого княжества Литовского только с XVI века как «кровнородственный» (близко породнившийся) с родом Слушек. Слушки были знаменитой фамилией во второй половине XVI—XVII веках, занимали многие важные государственные посты в Великом княжестве, участвовали в сеймах и во всех крупных войнах. Согласно со свидетельствами некоторых более поздних гербовников, которые при описании генеалогических корней знатных особ нередко придерживались легендарных версий, Слушки получили дворянство ещё при Витовте вместе с земельной собственностью. Оригинальными документами это не подтверждается.
Однако известно, что в 1547 году наследственные документы киевского городничего Ивана Григорьевича Слушки сгорели во время пожара в Минске. По ходатайству Слушки великокняжеская канцелярия выдала ему подтверждение на его имения. В этом акте впервые в известных на настоящее время исторических источниках упоминается и Тяпино. Киевский городничий сообщал о своём праве на Тяпино: «Напервей што ему от брата его рожоного Павла Григоревича Служчича досталос(ь) на ровном делу именье их отчизное и дедизное на имя Тяпино» и на это имеются бумаги и «твердости» Витовта и других великих князей литовских.
Неизвестно кто был его первым владельцем, сам Слушка упоминает про имущественные права на Тяпино только своего отца — Григория и деда — «именье отчизное и дедизное». Но по этим свидетельствам мы можем судить о реальных основателях рода Слушек и Тяпинских. Григорий Слушка — отец киевского городничего. Имя деда упоминается в других источниках. В судовом акте от 14 июня 1514 года говорится о бумаге, заверенной слугами новогрудского воеводы, в том числе Григорием Омельяновичем Слушкой. По своему социальному положению Омельян, скорее всего, принадлежал к служилым боярам, так как владел земельной собственностью.
С наследников двух сыновьёв Омельяна род Слушек стал разделяться на два родственных: Слушек (потомков Григория) и Тяпинских (от Ивана). Имя общего родоначальника надолго осталось в памяти и полных родовых фамилиях Слушек и Тяпинских. Даже судовой акт от 28 июля 1604 года упоминает одного из сыновей Василия Тяпинского Тяпинским Омельяновичем.
Сыновья Ивана Омельяновича, «рожоныя» (родные) братья Николай (отец Василия) и Матей Тяпинские, впервые названы в переписи войска Великого княжества Литовского 1528 г. В белорусской историографии этот акт не зарегистрирован. Возможно, это объясняется тем, что они упоминаются без фамилии — Тяпинские. Переписи войска (шляхетского посполитого движения) проводились нерегулярно, обычно в результате каких-то осложнений международных отношений или угрозы войны. Они содержали общие сведения о социальном и имущественном положении шляхты и количестве выставляемых вооруженных всадников (постановления вольных сеймов определили соответствующие нормы: один всадник с восьми служб сельских в конце 1520-х годов, с десяти служб — в середине XVI века).

### Жизнь
Жена Василия Тяпинского Софья Даниловна происходила из рода князей Жижемских и являлась племянницей Остафия Воловича.
Василий Тяпинский имел родовое имение Тяпино (возле Лепеля, Белоруссия), унаследованные и приобретённые владения в Минском, Лидском, Ошмянском, Виленском поветах.
В 1567 году служил товарищем конной роты оршанского старосты Ф. Кмиты-Чернобыльского, занимал должность подстаросты оршанского. Принимал участие в Инфляндской войне 1558—1583 годов. Служил у подканцлера Великого княжества Литовского Остафия Воловича, покровителя реформационного движения, который поддерживал книгоиздательство и просвещение в стране. Некоторые исследователи полагают, что в начале 1570-х годов он мог проживать на Волыни.
В конце жизни Тяпинский, скорее всего, не сохранил за собой всех своих имений, так как в январе 1604 года Полоцкий городской суд рассматривал дело между его сыновьями и женой о разделе только имения в Тяпино. Другие владения, возможно, были проданы им для покрытия расходов, связанных с книгопечатанием.

### Деятельность
Василий Тяпинский продолжил гуманистические и культурно-просветительские традиции Великого княжества Литовского, заложенные Франциском Скориной, был лично и идейно связан с Симоном Будным, разделял его общественно-политические и религиозные взгляды. Как и Симон Будный, он перешёл от кальвинизма к антитринитаризму. В книге «Про наиважнейшие артикулы христианской веры» Симон Будный сообщал, что в 1574 году в доме «брата милого Василия Тяпинского» состоялся синод антитринитариев. В другой своей книге он писал про синод 1578 года, на котором Тяпинский отстаивал позицию, заключающуюся в том, что владеть имениями и землёй, а также участвовать в справедливых войнах против нашествий и угрозы тирании — это не грех и не противоречит Библии, как считали крайне левые антитринитарии. Такие взгляды Тяпинского совпадали со взглядами шляхетского крыла протестантского движения.
В 1570-е годы Василий Тяпинский на свои средства организовал типографию (которая находилась, вероятно, в Тяпино) с намерением издавать книги на западнорусском языке (другие названия — старобелорусский, староукраинский, руський, простая мова). У него была хорошая библиотека, необходимая для издательской деятельности. Решившись напечатать Евангелие на двух языках — церковнославянском и старобеларуском, Тяпинский начал тяжёлую и сложную по тем временам работу по его переводу.
Сейчас известно два его издание Евангелия, которое вышло около 1570 года и содержит Евангелия от Матфея, Марка и частично от Луки. Один хранится в Российской национальной библиотеке в Санкт-Петербурге, другой — в Архангельском краеведческом музее (фонд библиотеки Антониево-Сийского монастыря). Эта часть издания обнаружена в XIX в. в рукописном сборнике, куда были вплетены 62 отпечатанных листа Евангелия Василия Тяпинского. Книга имеет оригинальную структуру: текст напечатан в 2 столбца (на церковнославянском и старобеларуском) с многочисленными ссылками на литературные источники. Предисловие к этому изданию на 6 листах написана им же.
При переводе Евангелия на старобеларуский язык Василий Тяпинский опирался на старославянские переводы Библии Кирилла и Мефодия. Издание украшено наборным орнаментом. Предисловие к Евангелию отличается от других предисловий изданий того времени публицистической страстностью, остротой поднимаемых вопросов. Василий Тяпинский осуждает церковную и светскую знать, которая безразлична к будущему Родины. Вся просветительская деятельность велась им из патриотических чувств к Родине. Про своё предназначение служить народу Василий Тяпинский писал в рукописном предисловии к Евангелию. Он высоко ценил свой «зацный, славный, острий, довстипный» народ, к которому относил и себя. Обеспокоенный упадком национальной культуры, духовности общества, он связывал его с общим упадком науки и морали, призывал панов и духовенство помочь посполитому люду, открыть школы и поднять науку «занедбаную».
Тяпинский стремился доказать большую пользу от чтения Евангелия на родном языке как «сумы закону божиего», которое даёт возможность лучше понять религию. Таким образом, просветительская программа Василия Тяпинского была рассчитана на подъём национальной культуры, школьного образования, письменности, книгопечатания, усиления позиций старобеларуского языка, пробуждение гражданской активности народа и национального самосознания. В его творчестве присутствуют выраженные демократические тенденции.
Его подход к религии был рационалистическим, толерантным. Религиозное образование он связывал с просвещением вообще. Евангелие адресовал и взрослым, и детям, и кальвинистам, и православным, и всем, кто хочет читать эту книгу. В своём предисловии к Евангелию Тяпинский писал, что из-за тяжёлого материального положения и противодействия неприятелей ему пришлось выпустить только писания святых Матфея, Марка и начало из Евангелия Луки. Основную причину тяжёлого положения и упадка своей Родины (Великого княжества Литовского) он видел в официальной политике полонизации и окатоличивания, в поддержке этой политики местными феодалами, которые не только не помогали народу развивать свою культуру, но и сами отреклись от того, что когда-то было сделано их «фалебными предками», стыдились своего происхождения и языка. Поэтому, по Тяпинскому, «за такою неволею» вместо «мудрости и цвичения» «оплаканая неумеетность пришла, же вжо некоторые и писмо се своим… встыдают».
Давно назревшим делом он считал открытие школ, в которых преподавание велось бы не на латинском или польском, а на старобеларуском языке, достаточно богатом для использования его в учебных заведениях. Такие школы и изучаемые в них предметы, по его замыслу, должны соответствовать всестороннему развитию образования на родном языке и, значит, всестороннему развитию человека «для лепшого розсудку», чтобы у них «детки смыслы свои неяко готовали, острили и в вере прицвичали». В своём издании Евангелия Василий Тяпинский поместил 210 глосс (слов-переводов), которые поясняли на полях книги непонятные или малопонятные слова.
В 1560—1570-е годы в Великом княжестве Литовском было тяжёлое положение. Ещё не закончилась Инфляндская война, непростыми были отношения между Польшей и Великим княжеством Литовским в новом государственном образовании — Речи Посполитой. Люблинская уния 1569 года затронула государственные интересы Великого княжества Литовского, в состав Короны (Польского королевства) были включены его бывшие земли — Волынь, Киевское воеводство, Подляшье. Усилились позиции католической церкви, очевидными стали первые успехи иезуитского ордена. В среде привилегированных пластов общества, князей, панов и магнатов, стали развиваться полонизационные тенденции. Всё чаще в бытовой и общественной жизни местной знати старобеларуский язык уступал своё место польскому, а частично и латинскому языкам, распространилась религиозная конверсия (переход шляхты в католицизм), в кризисном положении оказалась православная церковь.
Под влиянием новых государственно-политических условий и внутренних противоречий начался стремительных отход от реформации наиболее знатных и влиятельных родов. Эти процессы по-разному отражались на духовной жизни Великого княжества Литовского с простым, посполитым, людом, значительной частью городского населения, мелкой шляхты, крестьянами. На существовавшее социальное разделение наслаивались чужой язык, обычаи и традиции, чужая конфессия. Общее ухудшение положения, поборы и другие беды военного времени в сознании посполитого люда нередко связывались с усилением польского влияния, а польскоязычная католическая местная шляхта и магнаты ассоциировались с «ляхами» (поляками). Некоторые просветители-реформаторы в Великом княжестве Литовском, в том числе урождённые поляки, с гуманистических позиций высказывались за расширение и реформирование школьного образования, высоко оценивали красоту и духовные возможности старобеларуского и церковнославянского языков, высказывались за мирное сосуществование разных, тем более соседних народов.
Приметы неоднозначных политических, духовных и культурно-моральных процессов осознавались Василием Тяпинским, Симоном Будным и их сподвижниками. Полагают, что в 1562 году Василий Тяпинский издал в Несвиже два произведения Симона Будного: «Катехизис» и «Оправдание грешного человека перед Богом». Но только в творчестве самого Тяпинского просветительские и духовные тенденции нашли наиболее сильное и возвышенное воплощение, стали основным духовным делом его жизни. Тяпинский, возможно, не учился в зарубежных университетах, так как вся предыдущая жизнь его была связана с военными, общественными и сложными домашними обязанностями, да и стоили такие путешествия немало. Но переводы Библии были под силу только людям образованным, талантливым, имеющим значительные познания в истории, лингвистике, теологии, литературе. Безусловно, расширению сферы его интересов, кругозора, общественной и духовной активности, заинтересованности библейскими переводами способствовала его дружба с Симоном Будным и его сподвижниками, участие в реформационном движении, знакомство с деятельностью Франциска Скорины и несвижской типографии.
В Супрасльском сборнике XVI века перед предисловием к Евангелию Тяпинского помещены «Катэхизисъ, або Соума Науки детей въ Христе Исусе». Текст, возможно, отредактирован Тяпинским.

### Смерть
Записи, касающиеся смерти Василия Тяпинского, содержатся в актовой книге «Менский гродский суд» (Национальный исторический архив Беларуси) и датируются 1600 г.
В городском суду места менского записана жалоба жителей окрестностей Полоцка Константина и Абрама Тяпинских на бояр земенина К. Гурина из имения Юнцевское за разбойное нападение и избиение их в сарае имения Крайское. Подобные столкновения были характерны для того времени.

… по справе своей, которую мети маем за позвы гродскими… перед судом… з земяны господарскими воеводства Полоцкого с паном Иваном и Василием Матеевичами Цяпинскими о забите через них отцу нашого пана Василя Цяпинского…

Документ свидетельствует, что Василий Тяпинский был убит своими двоюродными братьями либо в начале 1600 г., либо в 1599 г. Мотивы преступления неизвестны, но корни его, вероятно, берут начало в давней вражде Василия и Матея Тяпинских, про которую говорится в документе из Литовской метрики. О многочисленных недоброжелателях и врагах упоминает Тяпинский и в своём предисловии к Евангелию.

## Память
- В честь Тяпинского названа улица в Минске[3].
- В 2000 году во внутреннем дворике БГУ установлена композиция «Диспут: Тяпинский и Будный» (скульптор — И. Голубев).
- К 480-летию со дня рождения Василия Тяпинского в Чашниках установлена композиция — раскрытая книга и печатный станок[4] середины XVI века.
- Фестиваль, посвящённый В. Тяпинскому в Тяпино и Чашниках.
- Криница В. Тяпинского в Тяпино Чашникского района Витебской области Беларуси.